# En del av dig
En del av dig (bra: Uma Parte de Você) é um filme de drama de 2024 dirigido por Sigge Eklund, que faz sua estreia na direção com o filme, com roteiro escrito por Michaela Hamilton. O filme estreou no serviço de streaming Netflix em 31 de maio de 2024.
O filme é estrelado por Felicia Maxime, Edvin Ryding e Zara Larsson. Felicia Maxime e Edvin Ryding já atuaram juntos na famosa série sueca da Netflix, Young Royals. A trama também traz a estreia da cantora Zara Larsson como atriz.

## Sinopse
Julia, irmã mais velha de Agnes, é a pessoa mais legal da escola, o centro das atenções nas festas e ainda namora Noel. Tudo o que Agnes sempre sonhou era ser como Julia. Até que uma situação terrível vira o mundo de Agnes de cabeça para baixo, e ela precisa se reinventar. De repente, ela pode conseguir o que sempre quis. Mas a que preço?

## Elenco
- Felicia Maxime como Agnes Svan
- Edvin Ryding como Noel
- Zara Larsson como Julia Svan
- Ida Engvoll como Carina
- Mustafa al-Mashhadani como Amir
- Alva Bratt como Esther
- Emil Hedayat como Fanna
- Nikki Hanseblad como Lydia
- Maxwell Cunningham como Adrian Hagerfors